# 杨人楩
杨人楩（1903年6月29日—1973年9月15日），字萝蔓，中国历史学家，湖南省醴陵县人。
1926年，杨人楩毕业于北京师范大学英语系，1927年任江西省政府秘书、北伐军第二路军秘书，此后先后在长沙长郡中学、上海暨南大学附中、泉州黎明中学、苏州苏州中学任教，主要讲授外国史。1934年7月，赴牛津大学奥里尔学院留学，攻读法国革命史，1937年获文学士学位。抗战爆发后回国，任教于四川大学、西北联合大学、武汉大学历史系。1946年起，任北京大学历史系教授，并担任此职至1973年逝世。
杨人楩是中国现代历史学界的重要人物，其著作和译著集中于世界史领域。于大学肄业时，翻译了斯蒂芬·茨威格所著之《罗曼·罗兰》（Romain Rolland. Der Mann und das Werk）一书；于中学任教时翻译有克鲁泡特金所著之《法国大革命史》。1959年后，转向非洲史教学研究，著有《非洲通史简编》。